# الخوعة (البيضاء)
الخوعه هي إحدى قرى الجمهورية اليمنية. وهي تتبع جغرافيًا لمحافظة البيضاء. وإداريًا لمديرية الصومعة. يبلغ تعداد سكانها 1992 نسمة حسب الإحصاء الذي جرى عام 2004.